# Аршинже
Аршинже́ (фр. Archingeay) — коммуна во Франции, находится в регионе Пуату — Шаранта. Департамент коммуны — Шаранта Приморская. Входит в состав кантона Сен-Савиньен. Округ коммуны — Сен-Жан-д’Анжели.
Код INSEE коммуны — 17017.

## Население
Население коммуны на 2010 год составляло 651 человек.
| 1962 | 1968 | 1975 | 1982 | 1990 | 1999 | 2010 |
| ---- | ---- | ---- | ---- | ---- | ---- | ---- |
| 603  | 536  | 504  | 527  | 539  | 519  | 651  |

## Экономика
В 2010 году среди 379 человек трудоспособного возраста (15—64 лет) 279 были экономически активными, 100 — неактивными (показатель активности — 73,6 %, в 1999 году было 64,7 %). Из 279 активных жителей работали 241 человек (132 мужчины и 109 женщин), безработных было 38 (17 мужчин и 21 женщина). Среди 100 неактивных 14 человек были учениками или студентами, 49 — пенсионерами, 37 были неактивными по другим причинам.